# Pavetta gracilifolia
Pavetta gracilifolia är en måreväxtart som beskrevs av Cornelis Eliza Bertus Bremekamp. Pavetta gracilifolia ingår i släktet Pavetta och familjen måreväxter. Inga underarter finns listade i Catalogue of Life.